# Stema municipiului Satu Mare

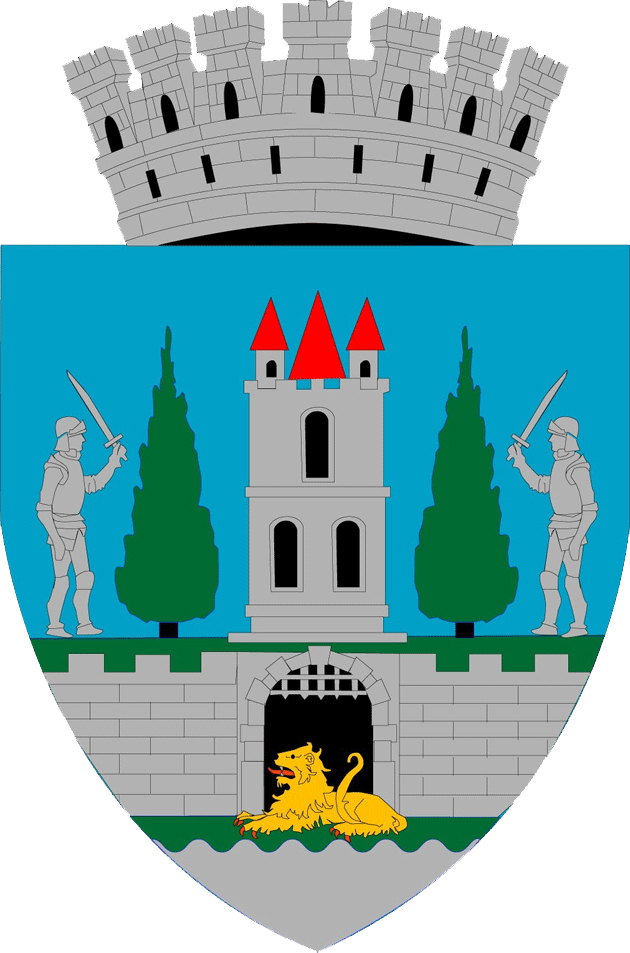
Stema municipiului Satu Mare

Stema municipiului Satu Mare a fost aprobată în 2015. Aceasta se compune dintr-un scut triunghiular albastru cu marginile rotunjite.
În interiorul scutului, dintr-un bastion format dintr-un zid de cetate crenelat argintiu se ridică un turn de argint cu trei ferestre deschise negre, având la bază o poartă cu grilajul ridicat, apărată de un leu șezând, de aur, văzut din profil spre dreapta, cu coada ridicată pe spate și cu limba roșie scoasă. Din crenelurile bastionului se ridică un turn conic central roșu, flancat de câte un turnuleț argintiu, cu fereastra neagră deschisă, cu acoperișul ascuțit, roșu. Din metereze iese, în dreapta-stânga bastionului, o terasă verde pe care sunt plasați câte un chiparos cu trunchiul negru și coronamentul verde; la extremitățile fiecărui chiparos se află câte un oștean de argint, privind spre chiparos, îmbrăcat în armură completă cu coiful cu viziera trasă, având în mâna dreaptă/stângă o spadă ridicată. Bastionul este așezat pe o terasă verde, iar vârful scutului de argint este undat. Scutul este timbrat de o coroană murală de argint cu șapte turnuri crenelate.
Semnificațiile elementelor însumate:
- Bastionul se referă la rolul cetății în apărarea localității.
- Leul reprezintă o imagine simbolică pentru ideea de putere și curaj în luptă.
- Chiparosul face referire la bogăția pomicolă din zonă.
- Grilajul reprezintă statutul privilegiat de cetate al orașului în Evul Mediu.
- Întreaga compoziție a fost inspirată de tradiția heraldică folosită în perioada interbelică.